# Canoe Township (Iowa)
Canoe Township est un township, du comté de Winneshiek en Iowa, aux États-Unis. Il prend son nom de la rivière Canoe Creek (en).

## Source de la traduction
- (en) Cet article est partiellement ou en totalité issu de l’article de Wikipédia en anglais intitulé « Canoe Township, Winneshiek County, Iowa » (voir la liste des auteurs).